# Красноярка (Топчихинский район)
Красноярка — село в Топчихинском районе Алтайского края. Административный центр Красноярского сельсовета.

## История
Основано в 1761 году. В 1928 году село Красноярское состояло из 266 хозяйств, основное население — русские. В административном отношении являлось центром Красноярского сельсовета Чистюньского района Барнаульского округа Сибирского края.

## Население
| 1926 | 1997 | 1998 | 1999 | 2000 | 2001 |
| ---- | ---- | ---- | ---- | ---- | ---- |
| 1488 | ↘588 | ↘581 | →581 | ↘557 | ↘542 |
| 2002 | 2003 | 2004 | 2005 | 2006 | 2007 |
| ↘517 | ↘498 | ↘478 | ↘461 | ↘447 | ↘446 |
| 2008 | 2009 | 2010 | 2011 | 2012 | 2013 |
| ↘443 | ↘418 | ↘377 | ↘375 | ↘373 | ↘369 |

Национальный состав
Согласно результатам переписи 2002 года, в национальной структуре населения русские составляли 88 %.